# Glenea grossepunctata
Glenea grossepunctata är en skalbaggsart. Glenea grossepunctata ingår i släktet Glenea och familjen långhorningar.

## Underarter
Arten delas in i följande underarter:
- G. g. grossepunctata
- G. g. lombokesa
- G. g. soembanensis